# Конрадо Карвальо, Эрик Луис
Э́рик Луи́с Конра́до Карва́льо, более известный как просто Э́рик (порт. Erick Luis Conrado Carvalho) (род. 14 ноября 1997, Нова-Лима, штат Минас-Жерайс) — бразильский футболист, полузащитник клуба «Атлетико Паранаэнсе».

## Биография
Свои первые шаги в футболе Эрик Карвальо сделал в команде из родного города — «Вила-Нове», в школе которой он обучался с пяти лет. До 17 лет параллельно занимался футболом и мини-футболом. В 2014 году Эрик отправился на стажировку в «Фигейренсе» из штата Санта-Катарина, и несмотря на положительное впечатление, всё же не сумел попасть в академию этого клуба. В 2016 году он сумел попасть в более скромную команду из штата Парана, «Арапонгас», где успел поиграть как за молодёжный состав, так и на взрослом, но любительском уровне в третьем дивизионе чемпионата штата. В 2017 году перешёл в другую команду из Параны — ПСТС (Корнелиу-Прокопиу), в составе которого 29 января дебютировал на профессиональном уровне — в матче Лиги Паранаэнсе ПСТС сыграл вничью с «Толеду» — 1:1. В том же году Эрик играл в Серии D.
В 2018 году перешёл в третью подряд команду из штата Парана — «Операрио Ферровиарио». Полузащитник провёл отличный сезон, и помог «железнодорожникам» выиграть бразильскую Серию C и второй дивизион чемпионата Параны. Это лишь укрепило стремление одного из ведущих клубов штата Парана — «Атлетико Паранаэнсе» — приобрести Эрика. Контракт с «красно-чёрными» полузащитник подписал в январе 2019 года. В своём первом сезоне он провёл 28 матчей за «ураган», отметившись тремя забитыми мячами. В 2020 году Эрик во второй раз подряд помог своей команде стать чемпионом штата. Также он сыграл в одном матче в розыгрыше Кубка Бразилии, который завершился победой «Атлетико Паранаэнсе».
В 2021 году Эрик помог своей команде выиграть Южноамериканский кубок, в розыгрыше которого он провёл 10 матчей. Кроме того, «красно-чёрные» дошли также и до финала Кубка Бразилии.

## Титулы и достижения
- Чемпион штата Парана (2): 2019, 2020
- Чемпион Второго дивизиона штата Парана (1): 2018
- Чемпион Кубка Бразилии (1): 2019
- Финалист Кубка Бразилии (1): 2021 (турнир продолжается)
- Чемпион Серии C Бразилии (1): 2018
- Обладатель Южноамериканского кубка (1): 2021